# Higueruelas
Higueruelas település Spanyolországban, Valencia tartományban. Higueruelas Domeño, Calles, Chelva, Andilla és Villar del Arzobispo községekkel határos. Lakosainak száma 534 fő (2024).

## Népesség
A település népessége az utóbbi években az alábbiak szerint változott:
| Lakosok száma | 553  | 519  | 531  | 523  | 509  | 504  | 503  | 500  | 510  | 534  |
|               | 2001 | 2004 | 2007 | 2009 | 2012 | 2014 | 2017 | 2019 | 2022 | 2024 |